# 스포츠 마케팅
스포츠 마케팅(sports marketing)은 스포츠를 통하여 기업 혹은 스포츠 단체의 수익 확대를 목표로 하는 마케팅 기법이다.

## 스포츠 마케팅의 형태[1]
일반적으로 스포츠 마케팅의 형태는 주관자와 주 기능(function)에 따라 구분되는 스포츠 마케팅의 두 형태인 '스포츠의 마케팅'과 '스포츠를 통한 마케팅'으로 구분된다.

### 스포츠의 마케팅(Marketing of Sport)
'스포츠의 마케팅'은 스포츠를 직접 제품화하여 판매하거나 소비자에게 직접 서비스를 제공하는 활동이다. 이는 스포츠 자체를 사업화하는 것으로 스포츠 제품이나 서비스에 대한 마케팅을 의미하며 스포츠에 대한 회원 모집, 스포츠 팀에 대한 팬 확보, 스포츠 시설, 용품, 의류, 프로그램의 판매 등이 여기에 해당한다. 예를 들어 프로구단에서 경기를 제품화하여 관중에게 제공하거나 골프장, 스키장, 스포츠클럽 등에서 다양한 여가시설이나 프로그램을 제공하면서 수행하는 마케팅 활동이 이에 속한다. 소비자는 일반 대중이 되며 상품화된 스포츠를 어떻게 소비자에게 판매할 것인가가 스포츠 마케팅 활동의 목적이 된다.

### 스포츠를 통한 마케팅(Marketing through Sport)
'스포츠를 통한 마케팅'은 스포츠 기업이 아닌 일반 기업이 제품 판매나 기업의 이미지 제고 등을 위해 스포츠를 촉진의 방법으로 활용하는 것으로 선수, 팀 또는 스포츠 이벤트를 후원하는 것이다. 예를 들어 방송 중계권, 기업의 스폰서십, 수익사업, 유명 선수의 광고모델 기용 등이 여기에 속하며 스포츠를 이용한 마케팅의 소비자는 스포츠를 상품 판매에 활용하려는 기업이다. 스포츠를 이용한 마케팅은 스포츠 상품뿐 아니라 다른 일반 상품을 스포츠와 연계하여 판매하는 마케팅으로, 스포츠를 하나의 판촉수단으로 이용하는 것을 말한다.

## 같이 보기
- 스포츠 산업
- 스포츠 경영

1. ↑  이, 수성 (2010). “국내 스포츠 마케팅 기업분석 및 발전방안”. 《호서대학교 벤처전문대학원》.